# Descamps 17 A.2
Le Descamps 17 A.2 était un avion de chasse et de reconnaissance biplace monomoteur et sesquiplan construit dans le cadre d'un programme gouvernemental français de 1923.
Deux versions, avec des moteurs différents, ont été testées et six exemplaires ont été construits sous licence par Caudron sous le nom de Caudron C.17 A.2.

## Histoire
Le Descamps A.2 a été conçu pour un programme militaire comme avion de reconnaissance à deux places, une catégorie désignée par le code militaire A.2. Lorsque le premier prototype est apparu en mars 1924, le nom du fabricant était lié à celui du concepteur, le Français André Brunet. Les premières commandes, ne mentionnait pas le nom d'Élisée Alfred Descamps, bien que selon une source plus récente, les plans présentés étaient ceux du Descamps-Brunet DB-16.
Caudron a acheté une licence pour construire le Descamps 17 A.2 à partir de 1927 sous le nom de Caudron C.17 A.2. Après que l'avion ait satisfait aux exigences du programme de reconnaissance, six exemplaires ont été construits pour l'Armée de l'air.
Une tournée remarquable dans six pays européens a été effectuée entre le 18 octobre et le 19 novembre 1927 par Henri Massot (1897-1956) comme pilote et le mécanicien Hoez, dans un avion civil immatriculé C.17 A.2  F-AIJV. à moteur Lorraine 12 E de 450 ch. Ils ont couvert 8 200 km en passant par l'Éthiopie et l'Europe centrale, mais la démonstration ne débouchera sur aucune commande étrangère.

## Description

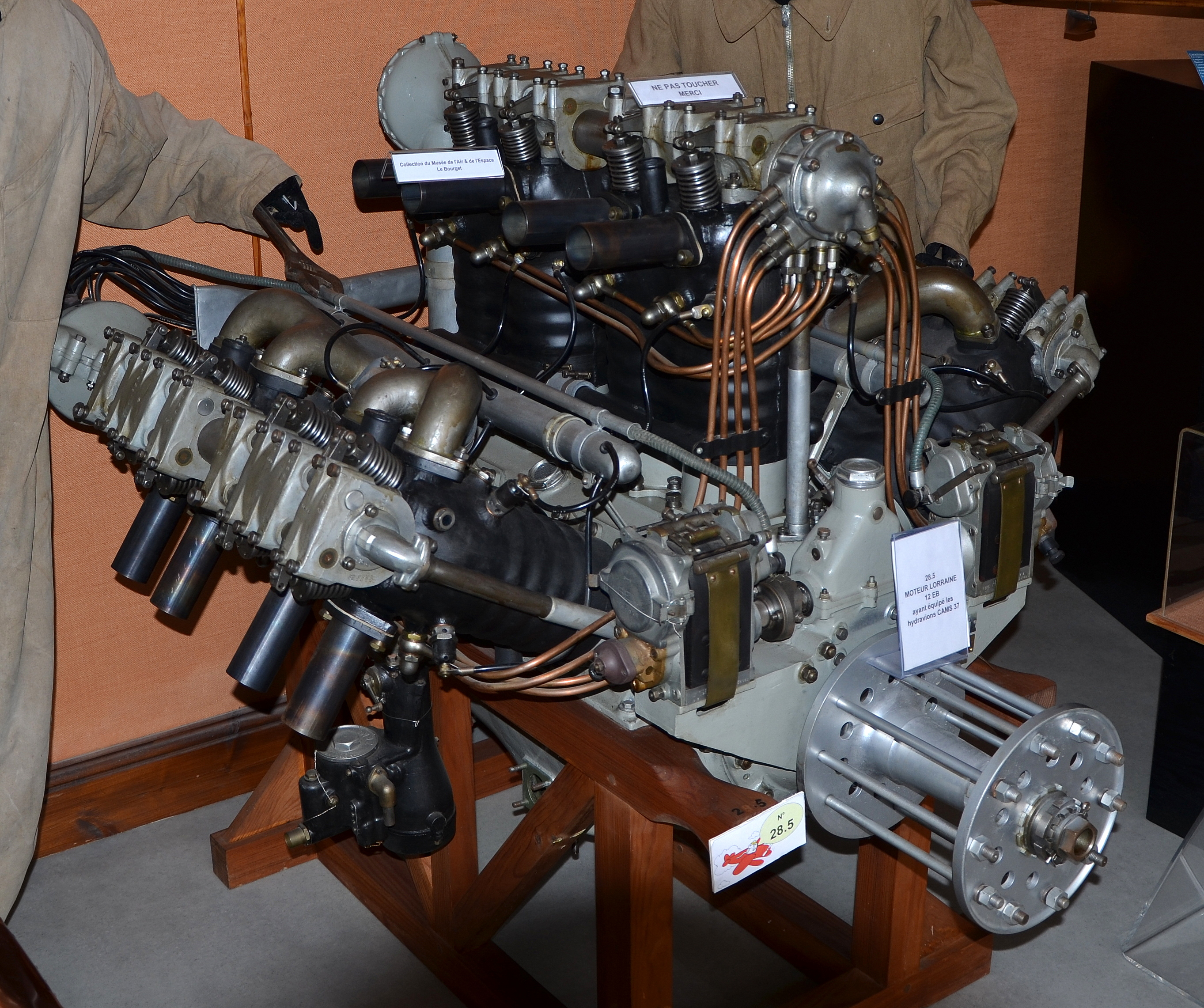
Moteur Lorraine 12 Eb, 450 ch à 1850 tr/min, 12 cylindres en 4 séries de 3 inclinés à 60°, refroidis par eau, poids : 435 kg.

Motorisation : Initialement propulsé par un moteur Lorraine-Dietrich 12D 12 cylindres en V de 400 ch l'appareil reçut en 1926 un moteur Lorraine-Dietrich 12E 12 cylindres en W de 450 chevaux (331 kilowatts). Cette version, identique au DB-16 en dehors du nouveau moteur un peu plus lourd, a été désignée Descamps 17,. Ce nouveau moteur a amélioré les performances, augmentant la vitesse maximale au niveau de la mer de 203 à 230 km/h,.
Structure : La structure du Descamps A.2 était entièrement métallique. Cette conception était tout à fait nouvelle à cette époque et a été critiquée comme étant plus difficile à réparer que les machines à ossature en bois, mais la conception de Brunet permettait d'échanger rapidement n'importe quelle pièce. Il n'avait pas de contreventement et ne nécessitait aucun gréement.
Voilure : L'A.2 était un sesquiplan, avec une aile supérieure ayant deux fois la portée et 3,4 fois la surface de l'aile inférieure, qui était non seulement courte mais étroite. Les deux ailes avaient des plans similaires, rectangulaires à part des pointes en biseau. Seule l'aile supérieure portait des ailerons.
Les deux ailes étaient construites autour de deux longerons de section en I et étaient contreventées de chaque côté par deux ensembles de profils aérodynamiques en N. L'un partait de la partie supérieure du fuselage le long de l'aile inférieure et l'autre partait de là vers l'extérieur de l'aile supérieure.
Il y avait un décalage entre le bord d'attaque de l'aile inférieure qui était en avant de celui de l'aile supérieure, de sorte que les entretoises en N s'inclinaient vers l'arrière. Il n'y avait pas de dièdre sur l'aile inférieure mais celle du haut était réglée à 1,5 degré et légèrement balayée (2 degrés). L'aile inférieure était montée sur le châssis inférieur du fuselage et l'aile supérieure sur un pilier supérieur très court du fuselage. Les ailes, comme le reste de l'avion, étaient recouvertes de tissu.
Fuselage : Le fuselage à section rectangulaire profonde mais étroite, construit à partir de tubes en duralumin, se rétrécissait « en couteau » à l'arrière et avait un platelage arrondi.
Le nez différait selon le moteur. Le premier V-12 avait deux renflements distincts sur les cylindres et un  radiateur rectangulaire séparé, fixé à la face inférieure du fuselage et qui pouvait être partiellement rétracté par le pilote,, alors que les trois bancs de cylindres du W-12 nécessitaient un renflement central supplémentaire et son radiateur était intégré dans le nez devant le moteur.
Il y avait deux cockpit ouverts. Le pilote était assis devant sous le bord de fuite de l'aile, qui avait une découpe en forme de V pour améliorer son champ de vision. Outre son pilotage, il contrôlait deux mitrailleuses fixes et tirant vers l'avant. Derrière lui, le cockpit de l'observateur était équipé de deux autres mitrailleuses sur un support pivotant (type affût Scarff), son poste était assez éloigné de celui du pilote afin d'offrir une bonne vue panoramique et la liberté de tir correspondante.
Empennage : La queue était conventionnelle, avec un empennage, au bord d'attaque placé près du haut du fuselage et renforcé par une seule jambe de chaque côté par-dessous.
L'angle d'incidence de l'empennage était réglable en vol pour compenser et ses gouvernes de profondeur étaient équilibrées. La queue verticale était arrondie et descendait jusqu'à la quille, la gouverne pivotant dans une petite découpe des gouvernes de profondeur.
Train d'atterrissage : Le train d'atterrissage du Descamp avait ses roues principales montées sous les ailes au point de rencontre des entretoises interplan intérieures et extérieures, fournissant une voie large. Il n'y avait pas d'essieu transversal; au lieu de cela, les roues étaient montées sur des amortisseurs en caoutchouc et carénées par des « jambes de pantalon ». Le patin arrière était libre de pivoter pour aider la direction au sol.
Armement : L'absence d'essieu transversal - reliant les 2 roues -  permettait aux bombes d'être libérées de dessous le fuselage. Jusqu'à 3 bombes de 120 kg pouvaient être embarquées.
L'armement comportait en plus deux mitrailleuses fixes, synchronisées tirant vers l'avant à travers l'hélice pour le pilote et deux autres sur support annulaire flexible dans le cockpit arrière.
Performances : Ainsi chargé, l'avion pouvait atteindre l'altitude de 2 000 m en 6 min 48 s; 4 000 m en 16 min 24 s et 5 000 m en 24 min 53 s, soit une vitesse ascensionnelle moyenne d'environ 4 m/s et une vitesse horizontale de 230 km/h.

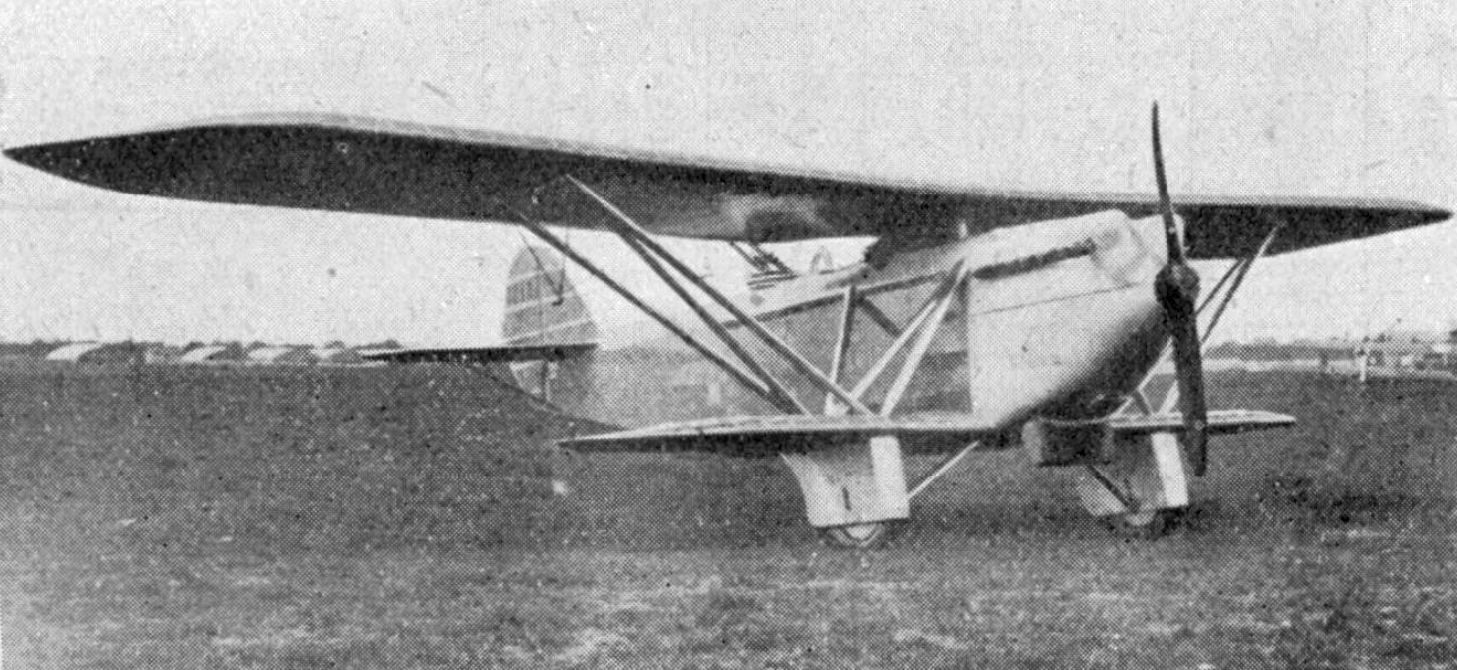
Descamps 16 photo de 1926.

### Variantes
- Descamps 16 ou DB-16 : 400 ch (294 kW) Lorraine-Dietrich 12D moteur V-12,
- Descamps 17 ou DB-17 : 450 ch (331 kW) Lorraine-Dietrich 12E moteur W-12,
- Caudron C.17 A.2 : Descamps 17 construit sous licence par Caudron[11].

### Utilisateurs
- France - Armée de l'Air